# Clapí Vell
El Clapí Vell és una muntanya de 704 metres que es troba al municipi de Torrelles de Foix, a la comarca catalana de l'Alt Penedès.
Al cim podem trobar-hi un vèrtex geodèsic (referència 274126001).
Aquest cim està inclòs al llistat dels 100 cims de la FEEC